# Australolacerta australis
Australolacerta australis е вид влечуго от семейство Гущерови (Lacertidae). Видът не е застрашен от изчезване.

## Разпространение
Разпространен е в Южна Африка (Западен Кейп).

## Описание
Популацията на вида е стабилна.